# Le Pin (Jura)
Le Pin és un municipi francès situat al departament del Jura i a la regió de Borgonya - Franc Comtat. L'any 2007 tenia 259 habitants.

## Demografia

### Població
El 2007 la població de fet de Le Pin era de 259 persones. Hi havia 105 famílies de les quals 20 eren unipersonals (8 homes vivint sols i 12 dones vivint soles), 46 parelles sense fills, 35 parelles amb fills i 4 famílies monoparentals amb fills.
La població ha evolucionat segons el següent gràfic:
Habitants censats

### Habitatges
El 2007 hi havia 114 habitatges, 105 eren l'habitatge principal de la família, 6 eren segones residències i 3 estaven desocupats. 107 eren cases i 7 eren apartaments. Dels 105 habitatges principals, 91 estaven ocupats pels seus propietaris, 7 estaven llogats i ocupats pels llogaters i 7 estaven cedits a títol gratuït; 2 tenien dues cambres, 11 en tenien tres, 13 en tenien quatre i 79 en tenien cinc o més. 91 habitatges disposaven pel capbaix d'una plaça de pàrquing. A 36 habitatges hi havia un automòbil i a 67 n'hi havia dos o més.

### Piràmide de població
La piràmide de població per edats i sexe el 2009 era:
| Homes | Edats   | Dones |
| ----- | ------- | ----- |
| 0     | 95 o +  | 0     |
| 0     | 90 a 94 | 0     |
| 4     | 85 a 89 | 0     |
| 0     | 80 a 84 | 0     |
| 4     | 75 a 79 | 4     |
| 0     | 70 a 74 | 0     |
| 12    | 65 a 69 | 0     |
| 8     | 60 a 64 | 16    |
| 8     | 55 a 59 | 8     |
| 8     | 50 a 54 | 4     |
| 12    | 45 a 49 | 16    |
| 20    | 40 a 44 | 16    |
| 4     | 35 a 39 | 4     |
| 0     | 30 a 34 | 20    |
| 8     | 25 a 29 | 0     |
| 0     | 20 a 24 | 8     |
| 4     | 15 a 19 | 16    |
| 12    | 10 a 14 | 16    |
| 4     | 5 a 9   | 4     |
| 4     | 0 a 4   | 4     |

## Economia
El 2007 la població en edat de treballar era de 170 persones, 132 eren actives i 38 eren inactives. De les 132 persones actives 128 estaven ocupades (68 homes i 60 dones) i 4 estaven aturades (1 home i 3 dones). De les 38 persones inactives 19 estaven jubilades, 15 estaven estudiant i 4 estaven classificades com a «altres inactius».

### Ingressos
El 2009 a Le Pin hi havia 107 unitats fiscals que integraven 285,5 persones, la mediana anual d'ingressos fiscals per persona era de 22.328 €.

### Activitats econòmiques
Dels 8 establiments que hi havia el 2007, 1 era d'una empresa de fabricació d'altres productes industrials, 2 d'empreses de comerç i reparació d'automòbils, 2 d'empreses financeres, 1 d'una empresa immobiliària i 2 d'empreses de serveis.
L'únic servei als particulars que hi havia el 2009 era una agència immobiliària.
L'any 2000 a Le Pin hi havia 5 explotacions agrícoles.

## Poblacions més properes
El següent diagrama mostra les poblacions més properes.